# La Vilella Alta
La Vilella Alta település Spanyolországban, Tarragona tartományban. La Vilella Alta La Morera de Montsant, Torroja del Priorat, Gratallops, La Vilella Baixa és Cabacés községekkel határos. Lakosainak száma 128 fő (2024).

## Népesség
A település népessége az elmúlt években az alábbi módon változott:
| Lakosok száma | 110  | 670  | 299  | 235  | 123  | 137  | 114  | 129  | 135  | 128  |
|               | 1717 | 1887 | 1936 | 1960 | 1986 | 2004 | 2009 | 2014 | 2019 | 2024 |